# 랴오위안시
랴오위안(辽源)시는 중국 지린성에 위치한다. 면적은 5125km2이며 인구는 약 99만명이다. 창춘에서 남서쪽으로 120km 떨어진 곳에 위치해있다.
석탄 채굴은 지역 경제의 중요한 부분을 기여하고 있었다. 그러나 1997년 이후 석탄이 고갈됨에 따라 도시의 경제는 침체되었다. 다행히도 랴오위안은 경제 구조를 광업 중심에서 전구 제조 중심으로 전환하는데 성공하였다. 현재 도시는 동북지역에서 가장 큰 양말 제조 중심지이다.

## 지리
랴오위안 시는 지린 성 남부, 둥랴오허 상류에 위치한다. 시내는 구릉 지대이고 동고서저의 지형을 이룬다.

## 기후
냉대 반습윤 계절풍 기후에 속하며, 연평균 강수량은 642.2mm이고, 연평균 기온은 6.1 °C, 1월 평균 기온은 -15.3 °C, 7월 평균 기온은 23.5 °C이다.
| 랴오위안시의 기후                                             | 랴오위안시의 기후 | 랴오위안시의 기후 | 랴오위안시의 기후 | 랴오위안시의 기후 | 랴오위안시의 기후 | 랴오위안시의 기후 | 랴오위안시의 기후 | 랴오위안시의 기후 | 랴오위안시의 기후 | 랴오위안시의 기후 | 랴오위안시의 기후 | 랴오위안시의 기후 | 랴오위안시의 기후 |
| 월                                                            | 1월               | 2월               | 3월               | 4월               | 5월               | 6월               | 7월               | 8월               | 9월               | 10월              | 11월              | 12월              | 연간              |
| ------------------------------------------------------------- | ----------------- | ----------------- | ----------------- | ----------------- | ----------------- | ----------------- | ----------------- | ----------------- | ----------------- | ----------------- | ----------------- | ----------------- | ----------------- |
| 역대 최고 기온 °C (°F)                                        | 5.7 (42.3)        | 14.6 (58.3)       | 21.5 (70.7)       | 30.2 (86.4)       | 34.6 (94.3)       | 36.7 (98.1)       | 36.0 (96.8)       | 35.8 (96.4)       | 31.3 (88.3)       | 29.2 (84.6)       | 21.2 (70.2)       | 12.3 (54.1)       | 36.7 (98.1)       |
| 일평균 최고 기온 °C (°F)                                      | −7.4 (18.7)       | −2.4 (27.7)       | 5.3 (41.5)        | 15.3 (59.5)       | 22.4 (72.3)       | 26.8 (80.2)       | 28.6 (83.5)       | 27.3 (81.1)       | 22.9 (73.2)       | 14.6 (58.3)       | 3.5 (38.3)        | −5.2 (22.6)       | 12.6 (54.7)       |
| 일일 평균 기온 °C (°F)                                        | −15.3 (4.5)       | −9.9 (14.2)       | −1.0 (30.2)       | 8.6 (47.5)        | 15.9 (60.6)       | 20.9 (69.6)       | 23.5 (74.3)       | 21.9 (71.4)       | 15.6 (60.1)       | 7.4 (45.3)        | −2.7 (27.1)       | −12.0 (10.4)      | 6.1 (42.9)        |
| 일평균 최저 기온 °C (°F)                                      | −21.5 (−6.7)      | −16.6 (2.1)       | −7.1 (19.2)       | 1.7 (35.1)        | 9.3 (48.7)        | 15.2 (59.4)       | 18.8 (65.8)       | 17.2 (63.0)       | 9.4 (48.9)        | 1.2 (34.2)        | −8.1 (17.4)       | −17.8 (0.0)       | 0.1 (32.3)        |
| 역대 최저 기온 °C (°F)                                        | −41.0 (−41.8)     | −36.3 (−33.3)     | −27.0 (−16.6)     | −13.3 (8.1)       | −4.1 (24.6)       | 3.1 (37.6)        | 9.9 (49.8)        | 3.7 (38.7)        | −3.3 (26.1)       | −14.0 (6.8)       | −25.8 (−14.4)     | −36.9 (−34.4)     | −41.0 (−41.8)     |
| 평균 강수량 mm (인치)                                         | 5.6 (0.22)        | 8.1 (0.32)        | 15.4 (0.61)       | 30.3 (1.19)       | 60.0 (2.36)       | 92.9 (3.66)       | 148.4 (5.84)      | 169.0 (6.65)      | 52.3 (2.06)       | 31.4 (1.24)       | 20.0 (0.79)       | 8.8 (0.35)        | 642.2 (25.29)     |
| 평균 강수일수 (≥ 0.1 mm)                                      | 5.3               | 4.1               | 6.2               | 7.3               | 10.9              | 13.5              | 14.3              | 14.0              | 8.5               | 7.6               | 6.8               | 6.7               | 105.2             |
| 평균 강설일수                                                 | 8.1               | 5.9               | 6.9               | 2.3               | 0                 | 0                 | 0                 | 0                 | 0                 | 1.5               | 6.4               | 8.4               | 39.5              |
| 평균 상대 습도 (%)                                            | 71                | 66                | 59                | 53                | 57                | 68                | 79                | 81                | 75                | 68                | 69                | 71                | 68                |
| 평균 월간 일조시간                                            | 172.9             | 189.1             | 219.1             | 216.0             | 242.0             | 223.7             | 201.3             | 206.7             | 214.8             | 197.9             | 160.2             | 152.9             | 2,396.6           |
| 가능 일조율                                                   | 59                | 63                | 59                | 54                | 53                | 49                | 44                | 48                | 58                | 59                | 55                | 55                | 55                |
| 출처: 중국기상국 (평년값: 1991년~2020년, 극값: 1981년~2010년) |                   |                   |                   |                   |                   |                   |                   |                   |                   |                   |                   |                   |                   |

## 역사
고대에 고구려의 북변(北辺)에 해당한다. 청나라에 의해 성경(선양)의 사냥터로 지정되어 일반인의 출입이 금지되어 있던 지역이다.
청나라 말기에, 금지령을 폐지하고 대량의 한족이 동북으로 이주해 안성(安城)이라는 인구 4-5천 명의 취락이 형성되었고 1902년에 봉천성 관할의 서안현이 성립, 현재 랴오위안의 기초가 세워졌다. 1948년에 시안 시로 개칭되었으나 산시성 시안시와 이름이 겹쳐 1953년에 랴오위안 시(당시에는 현급시)로 개칭했다. 그 후 행정 기관의 재편이 이루어져 랴오닝 성에서 안둥 성, 랴오시 성을 거쳐 현재의 지린 성에 편입되었다.
1983년에 지급 시로 승격하였다.

## 인구
| 연도                                       | 인구      | ±%     |
| ------------------------------------------ | --------- | ------ |
| 2000                                       | 2,766,036 | —      |
| 2010                                       | 2,880,086 | +4.1%  |
| 2020                                       | 2,252,994 | −21.8% |
| Population size may be affected by changes |           |        |

### 민족
| 민족이름                 | 한족    | 만주족 | 조선족 | 후이족 | 몽골족 | 먀오족 | 둥족 | 부이족 | 투자족 | 시버족 | 기타 민족 |
| ------------------------ | ------- | ------ | ------ | ------ | ------ | ------ | ---- | ------ | ------ | ------ | --------- |
| 인구 수                  | 917,406 | 64,083 | 9,388  | 2,509  | 2,131  | 310    | 161  | 138    | 117    | 103    | 557       |
| 인구비율(%)              | 92.03   | 6.43   | 0.94   | 0.25   | 0.21   | 0.03   | 0.02 | 0.01   | 0.01   | 0.01   | 0.06      |
| 소수민족 인구 중 비율(%) | －      | 80.61  | 11.81  | 3.16   | 2.68   | 0.39   | 0.20 | 0.17   | 0.15   | 0.13   | 0.70      |

## 경제
주요 산업은 전력, 야금, 기계, 경공업과 방직업이다. 방직 제품은 비단, 양모, 코듀로이로 이름이 알려져있다. 지린 성의 플라스틱 공업 기지이다. 시의 강관 공장은 성내 최대의 강관 공장이다.
경지 면적은 10.4만 헥타르로 성의 주요 식량 생산 지역 중 하나이다. 주요 농작물은 옥수수, 콩, 고량, 조이다.
지하 자원은 주로 석탄으로 지린 성 석탄 생산 기지의 하나를 이룬다.

## 주요 인물
- 류강: 민주운동가

## 행정구역

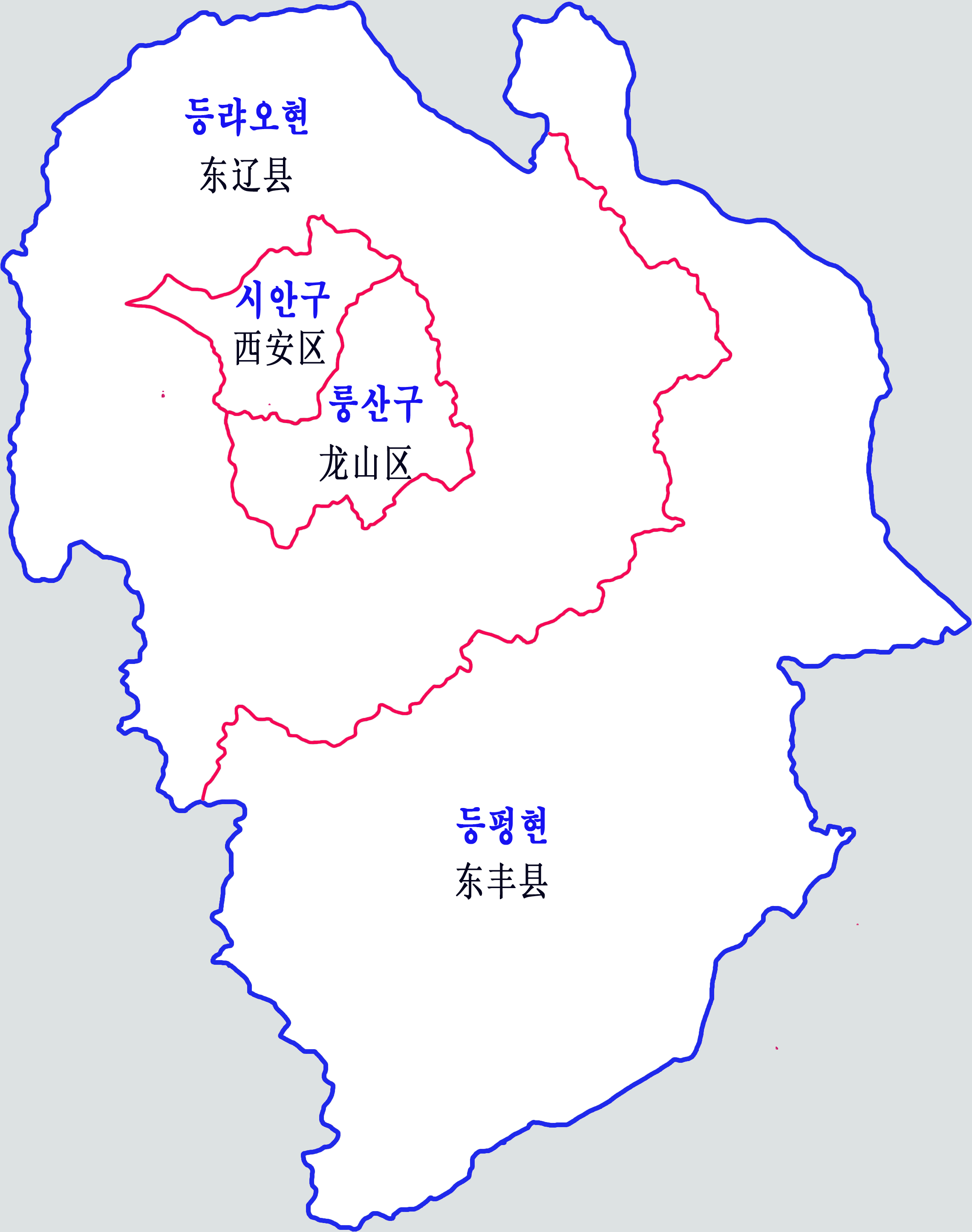
랴오위안시 현급 행정구역도

랴오위안 시는 2개 시할구，2개 현으로 되어있다.
- 시할구
  - 룽산 구(龙山区)
  - 시안 구(西安区)
- 현
  - 둥랴오 현(东辽县)
  - 둥펑 현(东丰县)